# لی یون هی
لی یون هی (کره‌ای: 이연희؛ زادهٔ ۹ ژانویه ۱۹۸۸) بازیگر اهل کره جنوبی است. او به خاطر ایفای نقش در مجموعه‌های تلویزیونی شرق بهشت (۲۰۰۸)، دوشیزه کره (۲۰۱۳) و جونگ میونگ (۲۰۱۵)، بازی به سوی صفر (۲۰۲۰) شناخته می‌شود.

## زندگی‌نامه
لی یون هی در ۲۶ فوریه ۱۹۸۸ در کره جنوبی به دنیا آمد. در سال ۲۰۰۲ او با برنده شدن در مسابقات اس‌ام انترتینمنت در بخش بهترین ویژگی توانست قراردادی را با موفقیت با اس‌ام انترتینمنت امضا کند.

## فیلم‌شناسی

### فیلم
- کارآگاه کی: راز جزیره گم‌شده (۲۰۱۵)

### مجموعه تلویزیونی
- بازی به سوی صفر (۲۰۲۰)
- پکیج (۲۰۱۷)
- دنیاهای بهم پیوسته (۲۰۱۷)
- جونگ میونگ (۲۰۱۵) در نقش جونگ میونگ
- دوشیزه کره (۲۰۱۳)
- کتاب خانواده گو (۲۰۱۳)در نقش نوجوانی سو هوا[۲][۳][۴]
- فانتوم (۲۰۱۲)
- باغبانی بهشت (۲۰۱۱)
- شرق بهشت (۲۰۰۸)
- یک روز خوب (۲۰۰۶)
- رستاخیز (۲۰۰۵)
- امپراتور دریا (۲۰۰۴) در نقش نوجوانی جانگ هوا